# Citroën C4 Picasso
Citroën C4 Picasso и Citroën Grand C4 Picasso — семейство компактвэнов, выпускавшихся французской компанией Citroën (часть концерна Stellantis) с 2006 по 2022 год. Каждое поколение состоит из двух моделей: пятиместной и семиместной (которая имеет название Grand C4 Picasso). Пятиместная модель имеет каплевидную форму кузова, а семиместная имеет форму кузова, напоминающую полноразмерные минивэны.

## История

### Первое поколение
Впервые информация о том, что на базе Citroën C4 будет создан компактвэн, возникла ещё в 2004 году. Презентация серийной семиместной модели прошла на Парижском автосалоне в 2006 году, а пятиместной — на Женевском автосалоне в 2007 году. Помимо Европы и России, модели продавались в Китае и странах Латинской Америки. В 2010 году был произведён небольшой рестайлинг моделей, был слегка изменён экстерьер.

### Второе поколение
Модели второго поколения были представлены в 2013 году. Форма кузова и двигатели в целом не сильно отличаются от предыдущих моделей, чего не скажешь о салоне. В 2016 году модели прошли рестайлинг, а в 2018 году сменили название на C4 SpaceTourer и Grand C4 SpaceTourer. Пятиместная модель снята с производства в 2019 году, а семиместная — в 2022 году.